# 이천소방서
이천소방서(利川消防署, Icheon Fire Station)는 경기도 이천시를 관할하는 경기도 소방재난본부 산하의 소방서이다.
소방서장은 소방정으로 보한다.

## 연혁
- 1995년 12월 12일: 이천소방서 개서
- 2004년 11월 12일: 여주소방서, 양평소방서 분리

## 조직
| - 소방행정과 - 소방행정팀 - 회계장비팀 | - 재난안전과 - 예방대책팀 - 소방민원팀 | - 재난대응과 - 대응전략팀 - 구조구급팀 | - 재난대응과 - 대응전략팀 - 구조구급팀 | - 소방안전특별점검단 - 화재안전조사팀 - 소방패트롤팀 - 소방사법팀 | - 현장지휘단 - 지휘조사1·2·3팀 - 안전지원1·2·3팀 |

## 관할센터 및 관할구역
이천소방서는 4개의 119안전센터와 1개의 구조대를 산하에 두고 있다.
| 명칭                 | 사진 | 주소                         | 관할구역                                                       | 지역대                      |
| -------------------- | ---- | ---------------------------- | -------------------------------------------------------------- | --------------------------- |
| 관고119안전센터      |      | 경충대로 2739                | 관고동, 중리동, 증포동, 창전동, 마장면, 호법면, 신둔면, 백사면 | 백사119지역대               |
| 장호원119안전센터    |      | 장호원읍 서동대로8829번길 71 | 장호원읍, 설성면, 율면                                         | 율면119지역대 설성119지역대 |
| 대월119안전센터      |      | 대월면 경충대로 1973         | 부발읍, 대월면, 모가면                                         | 부발119지역대 모가119지역대 |
| 마장119안전센터      |      | 마장면 오천로 107            | 마장면, 호법면                                                 | 호법119지역대               |
| 이천소방서 119구조대 |      | 대월면 경충대로 1973         | 경기도 이천시 일원                                             |                             |

## 사건사고
- 이천 냉동창고 화재 사고
- 이천 물류창고 화재 사고
- 2007년 11월 27일 CJ육가공공장 화재 현장에서 1명이 순직하였다.[4]

## 같이 보기
- 대한민국 소방청
- 대한민국의 소방
- 소방관 계급